# Calamus essigii
Calamus essigii är en enhjärtbladig växtart som beskrevs av William John Baker. Calamus essigii ingår i släktet Calamus och familjen Arecaceae. Inga underarter finns listade i Catalogue of Life.